# Perlan

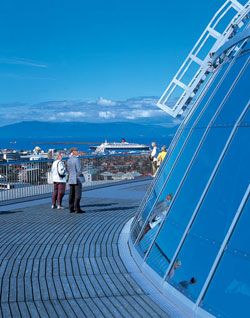
Perlans utsiktsplattform.

Perlan är ett kupolliknande landmärke i Islands huvudstad Reykjavik. Byggnaden är 25,7 meter hög och ursprungligen designad av arkitekten Ingimundur Sveinsson. Perlan ligger på kullen Öskjuhlíð, där det varit 6 varmvattentankar i årtionden. Året 1991 uppdaterades tankarna och en halvkupolstruktur placerades ovanpå. Detta projekt var till stor del på uppdrag av Davíð Oddsson, under hans tid som borgmästare i Reykjavík.

## Museum
Perlanmuseet - Wonders of Iceland öppnade 2017; den första utställningen är Glaciärer och Isgrottor, med en manuellt gjord isgrotta som är 100 meter lång och gjord av 350 ton snö och is, som är designad och konstruerad av Susan Christianen och Johan Larsson. På andra våningen finns en interaktiv utställning om glaciärer på Island och klimatpåverkan. I maj 2018 öppnas en utställning med namnet Land, Kust och Hav samt det isländska naturhistoriska museet. Senare på året öppnas ett planetarium och en norrskensutställning.

## 360° Reykjavík utsiktsplattformar
Utsiktsplattformarna är nu en del av museet med information om de sevärdheter som ses från plattformen. Det är den bästa utsiktspunkten över Reykjavík och dess omgivning. Man kan se berg, vulkaner, geotermiska områden, havet och en glaciär. Den innehåller panoramateleskop i alla sex hörnen av däcket och 16 informationsskyltar.

## Mat och dryck
På översta våningen under glaskupolen finns en ny restaurang som heter Ut i bláinn och ett kafé som heter Kaffitár. Båda platserna har fantastisk utsikt över Reykjavík och omgivningen.

## Presentbutik
På fjärde våningen, samma som observationsdäcken, finns en stor presentaffär.